# Emmanuel Temmerman
Emmanuel Alexandre Joseph Temmerman, né le 11 décembre 1877 et décédé le 8 juillet 1951  à Anvers, est un homme politique belge catholique flamand.
Temmerman fut docteur en droit.
Il fut sénateur de l'arrondissement de Anvers (1933-1946) en suppléance de Ernest Nolf.

## Sources
- Bio sur ODIS